# True Colors (álbum de Zedd)
True Colors é o segundo álbum de estúdio do DJ e produtor russo-alemão Zedd, lançado em 15 de maio de 2015 pela Interscope Records. O álbum apresenta colaborações com os cantores Jon Bellion, Troye Sivan, Selena Gomez, o rapper Logic, a próxima dupla de produção Botnek e bandas como Echosmith, Bahari e X Ambassadors. Possui outras colaborações, das quais não são credenciadas, como Julia Michaels, Jacob Luttrell e Tim James.
O primeiro single do álbum "I Want You to Know" com participação da cantora Selena Gomez foi lançado em 23 de fevereiro de 2015. O single entrou no top 20 na Billboard Hot 100, na posição 17. Em 14 de abril de 2015, Zedd lançou outra faixa, "Addicted to a Memory" que conta com participação do grupo Bahari, sendo lançado como um single promocional ao lado da pré-venda do álbum no iTunes. "Beautiful Now", conta com vocais convidados de Jon Bellion, foi lançado no iTunes como o segundo single oficial do álbum. A música foi lançada em 13 de maio de 2015. As canções "Papercut" e "True Colors" foram lançado como singles mais tarde. Zedd embarcou na True Colors Tour de agosto de 2015 até janeiro de 2016 promovendo o álbum. O álbum conseguiu um sucesso moderado, atingindo a quarta posição na Billboard 200, o primeiro lugar na Billboard Dance/Electronic Albums e também entrando em vários gráficos internacionais.

## Faixas
| N.º | Título                                                 | Duração |  |
| 1.  | "Addicted to a Memory" (participação de Bahari)        | 5:03    |  |
| 2.  | "I Want You to Know" (participação de Selena Gomez)    | 3:59    |  |
| 3.  | "Beautiful Now" (participação de Jon Bellion)          | 3:38    |  |
| 4.  | "Transmission" (participação de Logic e X Ambassadors) | 4:02    |  |
| 5.  | "Done with Love"                                       | 4:56    |  |
| 6.  | "True Colors"                                          | 3:48    |  |
| 7.  | "Straight Into the Fire"                               | 3:41    |  |
| 8.  | "Papercut" (participação de Troye Sivan)               | 7:23    |  |
| 9.  | "Bumble Bee" (participação de Botnek)                  | 4:07    |  |
| 10. | "Daisy"                                                | 2:54    |  |
| 11. | "Illusion" (participação de Echosmith)                 | 6:26    |  |

## Desempenho nas tabelas musicais
| Tabela musical (2015)                    | Melhor posição |
| ---------------------------------------- | -------------- |
| Alemanha (Offizielle Deutsche Charts)    | 50             |
| Austrália (ARIA)                         | 19             |
| Austrália Dance Albums (ARIA)            | 2              |
| Bélgica (Ultratop Valônia)               | 187            |
| Bélgica (Ultratop Flandres)              | 131            |
| Canadá (Billboard)                       | 6              |
| Escócia (Official Scottish Albums)       | 32             |
| Eslováquia (Gaon)                        | 46             |
| Espanha (PROMUSICAE)                     | 75             |
| Estados Unidos (Billboard 200)           | 4              |
| Estados Unidos (Dance/Electronic Albums) | 1              |
| Finlândia (Suomen virallinen lista)      | 21             |
| Itália (FIMI)                            | 51             |
| Japão (Oricon)                           | 13             |
| Noruega (VG-lista)                       | 8              |
| Reino Unido (UK Albums Chart)            | 42             |
| Reino Unido (UK Dance Albums Chart)      | 4              |
| Suécia (Sverigetopplistan)               | 14             |
| Suíça (Schweizer Hitparade)              | 68             |

| Paradas (2015)                           | Melhor posição |
| ---------------------------------------- | -------------- |
| Estados Unidos (Billboard 200)           | 199            |
| Estados Unidos (Dance/Electronic Albums) | 4              |

## Histórico de lançamento
| Região         | Data               | Formato(s)          | Gravadora  | Ref.          |
| -------------- | ------------------ | ------------------- | ---------- | ------------- |
| Austrália      | 15 de maio de 2015 | CD digital download | Universal  | [ 30 ]        |
| Alemanha       | 15 de maio de 2015 | CD digital download | Universal  | [ 31 ]        |
| Estados Unidos | 18 de maio de 2015 | CD digital download | Interscope | [ 32 ] [ 33 ] |
| Irlanda        | 3 de julho de 2015 | CD digital download | Universal  | [ 34 ]        |
| Reino Unido    | 6 de julho de 2015 | CD digital download | Polydor    | [ 35 ]        |